# Мечеть Джамія (Кенія)
Мечеть Джамія — це мечеть, розташована в центральному діловому районі на вулиці Банда, Найробі, Кенія. Мечеть Джамія є важливим центром ісламської культури в регіоні Східної та Центральної Африки. Мечеть є визначною архітектурною пам’яткою. Заснована Саїдом Мауланою Абдуллою Шахом у 1902 році та побудована між 1925 і 1933 роками.
Мечеть відіграє центральну роль для великої мусульманської громади Найробі. Протягом 90-х років і 21-го століття Джамія стала місцем, де зустрічаються мусульманські релігійні, політичні та громадські лідери. У 1998 році мечеть Джамія була розширена до сучасних розмірів, і в даний час тут розташована велика сучасна бібліотека, багатоцільовий зал і телевізійна станція Horizon TV.  В ній є бібліотека та навчальний заклад, де можна вивчити арабську мову.
Мечеть Джамія зберігає класичний арабський ісламський архітектурний стиль із широким використанням мармуру з написами з Корану, а також традиційний ряд магазинів внизу, щоб забезпечити дохід від оренди для її утримання. Мечеть можна впізнати за трьома срібними куполами та двома мінаретами.